# Eslováquia nos Jogos Olímpicos de Verão de 2004
Eslováquia competiu nos Jogos Olímpicos de Verão de 2004, em Atenas, na Grécia.